# Liste des membres de l'Académie des beaux-arts (France)
Liste des membres de l'Académie des beaux-arts de l'Institut de France.
| I : Peinture                                                        |
| II : Sculpture                                                      |
| III : Architecture                                                  |
| IV : Gravure et dessin                                              |
| V : Composition musicale                                            |
| VI : Membres libres                                                 |
| VII : Créations artistiques dans le cinéma et l’audiovisuel         |
| VIII : Photographie                                                 |
| IX : Chorégraphie                                                   |
| Section : Associés étrangers                                        |
| Note : Les membres correspondants ne figurent pas dans cette liste. |

## Section I: Peinture
| 1. 1795 : Gérard van Spaendonck (1746-1822) 2. 1822 : Louis Hersent (1777-1860) 3. 1860 : Émile Signol (1804-1892) 4. 1892 : Luc-Olivier Merson (1846-1920) 5. 1921 : Paul Chabas (1869-1937) 6. 1938 : Édouard Vuillard (1868-1940) 7. 1941 : Pierre Eugène Montézin (1874-1946) 8. 1947 : Charles Fouqueray (1871-1956) 9. 1957 : Yves Brayer (1907-1990) |

| 1. 1795 : François-André Vincent (1746-1816) 2. 1816 : Pierre-Paul Prud'hon (1763-1823) 3. 1823 : Jean-Joseph-Xavier Bidauld (1758-1846) 4. 1846 : Jacques Raymond Brascassat (1804-1867) 5. 1867 : Louis-Nicolas Cabat (1812-1893) 6. 1893 : Jean-Joseph Benjamin-Constant (1845-1902) 7. 1902 : Ferdinand Humbert (1842-1934) 8. 1935 : Émile Aubry (1880-1964) 9. 1966 : Félix Labisse (1905-1982) 10. 1990 : Pierre Carron (1932-2022) 11. 2022 : Vacant |

| 1. 1795 : Jean-Baptiste Regnault (1754-1829) 2. 1829 : François-Joseph Heim (1787-1865) 3. 1865 : Jean-Léon Gérôme (1824-1904) 4. 1904 : Carolus-Duran (1838-1917) 5. 1919 : Ernest Laurent (1859-1929) 6. 1930 : Henri-Eugène Le Sidaner (1862-1939) 7. 1941 : Jean Dupas (1882-1964) |

| 1. 1795 : Nicolas Antoine Taunay (1755-1830) 2. 1830 : François Marius Granet (1779-1849) 3. 1850 : Joseph-Nicolas Robert-Fleury (1797-1890) 4. 1890 : Louis Français (1814-1897) 5. 1897 : Antoine Vollon (1833-1900) 6. 1900 : Pascal Dagnan-Bouveret 1852-1929) 7. 1930 : Jean-Pierre Laurens (1875-1932) 8. 1932 : Georges Paul Leroux (1877-1957) 9. 1958 : Georges Cheyssial (1907-1997) 10. 1999 : Olivier Debré (1920-1999) 11. 2001 : Jean Cortot (1925-2018) 12. 2022 : Hervé Di Rosa (1959) |

| 1. 1803 : Vivant Denon (1747-1825) 2. 1825 : Dominique Ingres (1780-1867) 3. 1867 : Alexandre Hesse (1806-1879) 4. 1879 : Jules-Élie Delaunay (1828-1891) 5. 1891 : Jules Joseph Lefebvre (1834-1912) 6. 1912 : Albert Besnard (1849-1934) 7. 1935 : Fernand Sabatté (1874-1940) 8. 1941 : Louis-François Biloul (1874-1947) 9. 1948 : Edmond Heuzé (1884-1967) 10. 1968 : Georges Rohner (1913-2000) 11. 2015 : Philippe Garel (1945) |

| 1. 1803 : Ennius-Quirinus Visconti (1751-1818) 2. 1818 : Guillaume Guillon Lethière (1760-1832) 3. 1832 : Merry-Joseph Blondel (1781-1853) 4. 1853 : Hippolyte Flandrin (1809-1864) 5. 1864 : Charles-Louis Müller (1815-1892) 6. 1892 : Édouard Detaille (1848-1912) 7. 1913 : Marcel Baschet (1862-1941) 8. 1942 : Robert Poughéon (1886-1955) 9. 1955 : Alfred Giess (1901-1973) 10. 1975 : Georges Mathieu (1921-2012) 11. 2017 : Gérard Garouste (1946) |

| 1. 1795 : Joseph-Marie Vien (1716-1809) 2. 1809 : François-Guillaume Ménageot (1744-1816) 3. 1816 : Étienne-Barthélémy Garnier (1759-1849) 4. 1849 : Léon Cogniet (1794-1880) 5. 1881 : Léon Bonnat (1833-1922) 6. 1923 : Jean-Louis Forain (1852-1931) 7. 1932 : Maurice Denis (1870-1943) 8. 1945 : Paul Jouve (1878-1973) 9. 1974 : Bernard Buffet (1928-1999) 10. 2005 : Vladimir Veličković (1935-2019) 11. 2021 : Ernest Pignon-Ernest (1942) |

| 1. 1812 : François Gérard (1770-1837) 2. 1837 : Jean-Victor Schnetz (1787-1870) 3. 1870 : Paul Baudry (1828-1886) 4. 1886 : Jules Breton (1827-1906) 5. 1906 : Gabriel Ferrier (1847-1914) 6. 1917 : Henri Martin (1860-1943) 7. 1944 : Gustave-Louis Jaulmes (1873-1959) 8. 1960 : André Planson (1898-1981) 9. 1983 : Jean Bertholle (1909-1996) 10. 1997 : Guy de Rougemont (1935-2021) 11. 2024 : Tania Mouraud (1942) |

| 1. 1816 : Pierre-Narcisse Guérin (1774-1833) 2. 1833 : Michel Martin Drolling (1786-1851) 3. 1851 : Jean Alaux (1786-1864) 4. 1864 : Henri Lehmann (1814-1882) 5. 1882 : Gustave Boulanger (1824-1888) 6. 1888 : Gustave Moreau (1826-1898) 7. 1898 : Aimé Morot (1850-1913) 8. 1913 : Henri Gervex (1852-1929) 9. 1929 : André Devambez (1867-1944) 10. 1945 : Willem van Hasselt (1882-1963) 11. 1965 : Édouard Goerg (1893-1969) 12. 1969 : Jacques Despierre (1912-1995) 13. 1997 : Chu Teh-Chun (1920-2014) 14. 2018 : Fabrice Hybert (1961) |

| 1. 1795 : Jacques-Louis David (1748-1825) 2. 1816 : Jean-Jacques-François LeBarbier (1738-1826) 3. 1826 : Horace Vernet (1789-1863) 4. 1863 : Alexandre Cabanel (1823-1889) 5. 1889 : Jean-Jacques Henner (1829-1905) 6. 1905 : Léon Augustin Lhermitte (1844-1925) 7. 1926 : Émile-René Ménard (1862-1930) 8. 1930 : George Desvallières (1861-1950) 9. 1951 : Jean Bouchaud (1891-1977) 10. 1977 : Jean Carzou (1907-2000) 11. 2002 : Zao Wou-Ki (1921-2013) 12. 2016 : Jean-Marc Bustamante (1952) |

| 1. 1816 : Girodet-Trioson (1767-1824) 2. 1825 : Charles Thévenin (1764-1838) 3. 1838 : Jérôme-Martin Langlois (1779-1838) 4. 1839 : Louis-Charles-Auguste Couder (1790-1873) 5. 1874 : Ernest Hébert (1817-1908) 6. 1909 : Louis Collin (1850-1916) 7. 1918 : Adolphe Déchenaud (1868-1926) 8. 1929 : Lucien Simon (1861-1945) 9. 1946 : Jean Souverbie (1891-1981) 10. 1984 : Arnaud d'Hauterives (1933-2018) 11. 2020 : Catherine Meurisse (1980) 12. 2024 : Nina Childress (1961) |

| 1. 1816 : Antoine Gros (1771-1835) 2. 1835 : Abel de Pujol (1787-1861) 3. 1861 : Jean-Louis-Ernest Meissonier (1815-1891) 4. 1891 : Jean-Paul Laurens (1838-1921) 5. 1921 : Jules-Alexis Muenier (1863-1942) 6. 1943 : René-Xavier Prinet (1861-1946) 7. 1946 : Nicolas Untersteller (1900-1967) 8. 1968 : Roger Chastel (1897-1981) 9. 1982 : Georges Wakhevitch (1907-1984) |

| 1. 1816 : Charles Meynier (1768-1832) 2. 1832 : Paul Delaroche (1797-1856) 3. 1857 : Eugène Delacroix (1798-1863) 4. 1863 : Nicolas-Auguste Hesse (1795-1869) 5. 1869 : Jules Eugène Lenepveu (1819-1898) 6. 1898 : Fernand Cormon (1845-1924) 7. 1924 : Edgar Maxence (1871-1954) 8. 1955 : Lucien Fontanarosa (1912-1975) 9. 1977 : Hans Hartung (1904-1989) 10. 1991 : Jean Dewasne (1921-1999) 11. 2001 : Yves Millecamps (1930) |

| 1. 1816 : Carle Vernet (1758-1836) 2. 1836 : François-Édouard Picot (1786-1868) 3. 1868 : Isidore Pils (1815-1875) 4. 1876 : William Bouguereau (1821-1905) 5. 1905 : François Flameng (1856-1923) 6. 1923 : Émile Friant (1863-1932) 7. 1933 : Paul Albert Laurens (1870-1934) 8. 1935 : Jacques-Émile Blanche (1861-1942) 9. 1943 : Louis-Marie Désiré-Lucas (1869-1949) 10. 1950 : Jean-Gabriel Domergue (1889-1962) 11. 1964 : Jean Lurçat (1892-1966) |

## Section II: Sculpture
| 1. 1795 : Philippe-Laurent Roland (1746-1816) 2. 1816 : Claude Ramey (1794-1838) 3. 1838 : Augustin Dumont (1801-1884) 4. 1884 : Ernest Barrias (1841-1905) 5. 1905 : Denys Puech (1864-1942) 6. 1943 : Paul Niclausse (1879-1958) 7. 1960 : Paul Belmondo (1898-1982) 8. 1983 : Jean Cardot (1930-2020) 9. 2024 : Eva Jospin (1975) |

| 1. 1795 : Jean-Antoine Houdon (1741-1828) 2. 1828 : Étienne-Jules Ramey (1796-1852) 3. 1852 : Bernard-Gabriel Seurre (1795-1867) 4. 1868 : Antoine-Louis Barye (1796-1875) 5. 1875 : Gabriel-Jules Thomas (1824-1905) 6. 1905 : Jean-Antoine Injalbert (1845-1933) 7. 1933 : Henri Bouchard (1875-1960) 8. 1961 : Raymond Martin (1910-1992) 9. 1992 : Claude Abeille (1930) |

| 1. 1795 : Claude Dejoux (1732-1816) 2. 1816 : Jacques-Philippe Le Sueur (1757-1830) 3. 1831 : Jean-Baptiste Roman (1792-1835) 4. 1835 : Louis-Messidor Petitot (1794-1862) 5. 1862 : Eugène Guillaume (1822-1905) 6. 1905 : André-Joseph Allar (1845-1926) 7. 1926 : Paul Landowski (1875-1961) 8. 1962 : Louis Dideron (1901-1980) 9. 1981 : Nicolas Schöffer (1912-1992) 10. 1992 : François Stahly (1911-2006) 11. 2013 : Jean Anguera (1953) |

| 1. 1809 : François-Frédéric Lemot (1772-1827) 2. 1827 : Jean-Jacques Pradier (1790-1852) 3. 1852 : Pierre-Charles Simart (1808-1857) 4. 1857 : François Jouffroy (1806-1882) 5. 1882 : Alexandre Falguière (1831-1900) 6. 1900 : Jules Coutan (1848-1939) 7. 1939 : Alexandre Descatoire (1874-1949) 8. 1950 : Claude Grange (1883-1971) 9. 1973 : Georges Hilbert (1900-1982) |

| 1. 1810 : Pierre Cartellier (1757-1831) 2. 1831 : Charles-François Lebœuf (1792-1865) 3. 1865 : Jean-Joseph Perraud (1819-1876) 4. 1876 : Paul Dubois (1829-1905) 5. 1905 : René de Saint-Marceaux (1845-1915) 6. 1917 : Georges Gardet (1863-1939) 7. 1939 : Félix-Alexandre Desruelles (1865-1943) 8. 1943 : Léon-Ernest Drivier (1878-1951) 9. 1951 : Armand Martial (1884-1960) 10. 1961 : Alfred Auguste Janniot (1889-1969) 11. 1970 : Étienne Martin (1913-1995) 12. 1999 : Eugène Dodeigne (1923-2015) 13. 2018 : Jean-Michel Othoniel (1964) |

| 1. 1810 : Félix Lecomte (1737-1817) 2. 1817 : Jean-Baptiste Stouf (1743-1826) 3. 1826 : Pierre-Jean David d'Angers (1789-1856) 4. 1856 : Jean-Louis Jaley (1802-1866) 5. 1866 : Jean-Marie Bonnassieux (1810-1892) 6. 1892 : Emmanuel Frémiet (1824-1910) 7. 1910 : Raoul Verlet (1857-1923) 8. 1924 : François-Léon Sicard (1862-1934) 9. 1935 : Paul Gasq (1860-1944) 10. 1944 : Marcel Gaumont (1880-1962) 11. 1964 : Jean Carton (1911-1988) 12. 1990 : Gérard Lanvin (1923-2018) 13. 2021 : Anne Poirier (1942) |

| 1. 1816 : François Joseph Bosio (1768-1845) 2. 1845 : Philippe Joseph Henri Lemaire (1798-1880) 3. 1880 : Henri Chapu (1833-1891) 4. 1891 : Marius Jean Antonin Mercié (1845-1916) 5. 1919 : Jean Dampt (1854-1945) 6. 1946 : Lucien Brasseur (1878-1960) 7. 1961 : Henri-Édouard Navarre (1885-1971) 8. 1973 : Hubert Yencesse (1900-1987) 9. 1989 : Albert Féraud (1921-2008) 10. 2008 : Pierre Edouard (1959) |

| 1. 1816 : Charles Dupaty (1771-1825) 2. 1825 : Jean-Pierre Cortot (1787-1843) 3. 1843 : Francisque Duret (1804-1865) 4. 1865 : Jules Cavelier (1814-1894) 5. 1894 : Laurent Marqueste (1848-1920) 6. 1920 : Hippolyte Lefebvre (1863-1935) 7. 1936 : Jean Boucher (1870-1939) 8. 1941 : Louis-Aimé Lejeune (1884-1969) 9. 1969 : Louis Leygue (1905-1992) 10. 1993 : Antoine Poncet (1928-2022) 11. 2022 : Vacant |

| 1. 2007 : Brigitte Terziev (1943) |

## Section III: Architecture
| 1. 1795 : Jacques Gondoin (1737-1818) 2. 1819 : Maximilien Joseph Hurtault (1765-1824) 3. 1824 : Pierre-Jules Delespine (1756-1825) 4. 1825 : Louis-Hippolyte Lebas (1782-1867) 5. 1868 : Léon Vaudoyer (1803-1872) 6. 1872 : Théodore Ballu (1817-1885) 7. 1885 : Honoré Daumet (1826-1911) 8. 1912 : Edmond Paulin (1848-1915) 9. 1918 : Henri Deglane (1855-1931) 10. 1931 : Paul Bigot (1870-1942) 11. 1943 : Auguste Perret (1874-1954) 12. 1954 : Roger-Henri Expert (1882-1955) 13. 1956 : Charles Nicod (1878-1967) 14. 1968 : Jean de Mailly (1911-1975) 15. 1976 : Jacques Couëlle (1902-1996) 16. 1998 : André Wogenscky (1916-2004) 17. 2008 : Jacques Rougerie (1945) |

| 1. 1795 : Antoine-François Peyre (1739-1823) 2. 1823 : Antoine Vaudoyer (1756-1846) 3. 1846 : Jean-Baptiste Lesueur (1794-1883) 4. 1884 : Louis-Jules André (1819-1890) 5. 1890 : Jean-Louis Pascal (1837-1920) 6. 1920 : Jean-Camille Formigé (1845-1926) 7. 1926 : Alexandre Marcel (1860-1928) 8. 1928 : Alphonse Defrasse (1860-1939) 9. 1939 : Patrice Bonnet (1879-1964) 10. 1961 : Noël Le Maresquier (1903-1982) 11. 1983 : Bernard Zehrfuss (1911-1996) 12. 1998 : Michel Folliasson (1925-2011) 13. 2015 : Jean-Michel Wilmotte (1948) |

| 1. 1795 : Pierre-Adrien Pâris (1745-1819) 2. 1796 : Léon Dufourny (1754-1818) 3. 1818 : Jean-Thomas Thibault (1757-1826) 4. 1826 : Éloi Labarre (1764-1833) 5. 1833 : Auguste Guenepin (1780-1842) 6. 1842 : Martin-Pierre Gauthier (1790-1855) 7. 1855 : Hector Lefuel (1810-1880) 8. 1881 : Léon Ginain (1825-1898) 9. 1898 : Louis Bernier (1845-1919) 10. 1919 : Albert Tournaire (1862-1958) 11. 1958 : Albert Laprade (1883-1978) 12. 1979 : Maurice Novarina (1907-2002) 13. 2008 : Aymeric Zublena (1936) |

| 1. 1795 : Étienne-Louis Boullée (1728-1799) 2. 1799 : Denis Antoine (1733-1801) 3. 1801 : Jean-François Heurtier (1739-1811) 4. 1822 : Jean-Nicolas Huyot (1780-1840) 5. 1840 : Auguste Caristie (1783-1862) 6. 1863 : Victor Baltard (1805-1874) 7. 1874 : Charles Garnier (1825-1898) 8. 1898 : Constant Moyaux (1835-1911) 9. 1911 : Louis Marie Cordonnier (1854-1940) 10. 1942 : Jules Formigé (1879-1960) 11. 1961 : Eugène Beaudouin (1898-1983) 12. 1983 : Roger Taillibert (1926-2019) 13. 2021 : Anne Démians (1963) |

| 1. 1795 : Charles De Wailly (1729-1798) 2. 1799 : Jean-François-Thérèse Chalgrin (1739-1811) 3. 1811 : Charles Percier (1764-1838) 4. 1838 : Jean-Jacques Huvé (1783-1852) 5. 1853 : Jacques-Ignace Hittorf (1792-1867) 6. 1867 : Henri Labrouste (1801-1875) 7. 1875 : Antoine-Nicolas Bailly (1810-1892) 8. 1892 : Gabriel-Auguste Ancelet (1829-1895) 9. 1895 : Henri-Paul Nénot (1853-1934) 10. 1935 : Gustave Umbdenstock (1866-1940) 11. 1942 : Paul Tournon (1881-1964) 12. 1965 : Urbain Cassan (1890-1979) 13. 1979 : André Remondet (1908-1998) 14. 1999 : Jean Balladur (1924-2002) 15. 2005 : Claude Parent (1923-2016) 16. 2018 : Marc Barani (1957) |

| 1. 1795 : Jean-Arnaud Raymond (1742-1811) 2. 1811 : Pierre-François-Léonard Fontaine (1762-1853) 3. 1853 : Émile Jacques Gilbert (1793-1874) 4. 1875 : Paul Abadie (1812-1884) 5. 1884 : Arthur-Stanislas Diet (1827-1890) 6. 1890 : Alfred-Nicolas Normand (1822-1909) 7. 1909 : Victor Laloux (1850-1937) 8. 1938 : Charles Lemaresquier (1870-1972) 9. 1972 : Marc Saltet (1906-2008) 10. 2015 : Dominique Perrault (1953) |

| 1. 1815 : Jean-Baptiste Rondelet (1743-1829) 2. 1829 : Jacques Molinos (1750-1831) 3. 1831 : Achille Leclère (1785-1853) 4. 1854 : Alphonse de Gisors (1796-1866) 5. 1867 : Joseph-Louis Duc (1802-1879) 6. 1879 : Joseph Auguste Émile Vaudremer (1829-1914) 7. 1914 : Gaston Redon (1853-1921) 8. 1922 : Emmanuel Pontremoli (1865-1956) 9. 1957 : Jacques Carlu (1890-1976) 10. 1977 : Christian Langlois (1924-2007) 11. 2013 : Alain-Charles Perrot (1945) |

| 1. 1815 : Jacques-Charles Bonnard (1765-1818) 2. 1818 : Bernard Poyet (1742-1898) 3. 1825 : François Debret (1777-1850) 4. 1850 : Guillaume Abel Blouet (1795-1853) 5. 1853 : Louis Visconti (1791-1853) 6. 1854 : Félix Duban (1797-1870) 7. 1871 : Charles-Auguste Questel (1807-1888) 8. 1888 : Georges-Ernest Coquart (1831-1902) 9. 1902 : Charles-Louis Girault (1851-1932) 10. 1933 : Henri Prost (1874-1959) 11. 1960 : Roger Séassal (1885-1967) 12. 1968 : Guillaume Gillet (1912-1987) |

| 1. 1968 : Henry Bernard (1912-1994) 2. 1996 : Paul Andreu (1938-2018) 3. 2019 : Pierre-Antoine Gatier (1959) |

| 1. 2002 : Yves Boiret (1926-2018) 2. 2018 : Bernard Desmoulin (1953) |

## Section IV: Gravure et dessin
| 1. 1803 : Charles-Clément Bervic (1756-1822) 2. 1822 : Pierre Alexandre Tardieu (1756-1844) 3. 1844 : François Forster (1790-1872) 4. 1873 : Louis Alphonse François (1814-1888) 5. 1888 : Auguste Blanchard (1819-1898) 6. 1898 : Léopold Flameng (1831-1911) 7. 1911 : Émile Jean Sulpis (1856-1942) 8. 1943 : Albert Decaris (1901-1988) 9. 1989 : Roger Vieillard (1907-1989) 10. 1991 : Jean-Marie Granier (1922-2007) 11. 2008 : Érik Desmazières (1948) |

| 1. 1803 : Romain-Vincent Jeuffroy (1749-1826) 2. 1826 : Théodore Richomme (1785-1849) 3. 1849 : Louis-Pierre Henriquel-Dupont (1797-1892) 4. 1892 : Achille Jacquet (1846-1908) 5. 1908 : Charles Albert Waltner (1846-1925) 6. 1925 : Jean-Émile Buland (1857-1938) 7. 1938 : André Dauchez (1870-1948) 8. 1949 : Paul Lemagny (1905-1977) 9. 1978 : Pierre-Yves Trémois (1921-2020) 10. 2023 : Emmanuel Guibert (1964) |

| 1. 1803 : Rambert Dumarest (1750-1806) 2. 1806 : Pierre-Simon-Benjamin Duvivier (1730-1819) 3. 1819 : André Galle (1761-1844) 4. 1845 : Jacques-Édouard Gatteaux (1788-1881) 5. 1881 : Jules-Clément Chaplain (1839-1909) 6. 1909 : Frédéric de Vernon (1858-1912) 7. 1913 : Henri-Auguste-Jules Patey (1855-1930) 8. 1930 : Louis-Alexandre Bottée (1852-1940) 9. 1942 : Henri Dropsy (1885-1969) 10. 1970 : Raymond Corbin (1907-2002) 11. 2005 : Louis-René Berge (1927-2013) 12. 2016 : Astrid de La Forest (1962) |

| 1. 1816 : Auguste Gaspard Louis Desnoyers (1779-1857) 2. 1857 : Achille-Louis Martinet (1806-1877) 3. 1878 : Gustave Bertinot (1822-1888) 4. 1888 : Oscar Roty (1846-1911) 5. 1911 : Auguste Laguillermie (1841-1934) 6. 1935 : Henri Le Riche (1870-1944) 7. 1945 : Demetrios Galanis (1882-1966) 8. 1967 : Pierre-Eugène Clairin (1897-1980) 9. 1981 : André Jacquemin (1904-1992) 10. 1994 : René Quillivic (1925-2016) 11. 2018 : Pierre Collin (1956) |

| 1. 2020 : Catherine Meurisse (1980) |

| 1. 2022 : Vacant |

## Section V: Composition musicale
| 1. 1795 : Étienne Nicolas Méhul (1763-1817) 2. 1817 : François-Adrien Boïeldieu (1776-1834) 3. 1835 : Antoine Reicha (1770-1836) 4. 1836 : Jacques Fromental Halévy (1799-1862) 5. 1854 : Louis Clapisson (1808-1866) 6. 1866 : Charles Gounod (1818-1893) 7. 1894 : Théodore Dubois (1837-1924) 8. 1924 : Gabriel Pierné (1863-1937) 9. 1938 : Henri Büsser (1872-1973) 10. 1975 : Marcel Landowski (1915-1999) 11. 2000 : Laurent Petitgirard (1950) |

| 1. 1795 : François-Joseph Gossec (1733-1829) 2. 1829 : Daniel Auber (1782-1871) 3. 1872 : Victor Massé (1822-1884) 4. 1884 : Léo Delibes (1836-1891) 5. 1891 : Ernest Guiraud (1837-1892) 6. 1892 : Émile Paladilhe (1844-1926) 7. 1926 : André Messager (1853-1929) 8. 1929 : Alfred Bachelet (1864-1944) 9. 1945 : Reynaldo Hahn (1874-1947) 10. 1947 : Marcel Samuel-Rousseau (1882-1955) 11. 1956 : Marcel Dupré (1886-1971) 12. 1972 : Darius Milhaud (1892-1974) 13. 1975 : Henri Sauguet (1901-1989) 14. 1990 : Jean Prodromidès (1927-2016) 15. 2017 : Bruno Mantovani (1974) |

| 1. 1795 : André Grétry (1741-1813) 2. 1813 : Pierre-Alexandre Monsigny (1773-1817) 3. 1817 : Charles Simon Catel (1773-1830) 4. 1831 : Ferdinando Paër (1772-1839) 5. 1839 : Gaspare Spontini (1779-1851) 6. 1851 : Ambroise Thomas (1811-1896) 7. 1896 : Charles Lenepveu (1840-1910) 8. 1910 : Charles-Marie Widor (1844-1937) 9. 1918 : Henri Rabaud (1873-1949) 10. 1950 : Paul Paray (1886-1979) 11. 1980 : Raymond Gallois-Montbrun (1918-1994) 12. 1995 : Jean-Louis Florentz (1947-2004) 13. 2009 : Michaël Levinas (1949) |

| 1. 1796 : Jean-Baptiste Grandmesnil (1737-1816) 2. 1816 : Henri Montan Berton (1767-1844) 3. 1844 : Adolphe Adam (1803-1856) 4. 1856 : Hector Berlioz (1803-1869) 5. 1869 : Félicien David (1810-1876) 6. 1876 : Ernest Reyer (1823-1909) 7. 1909 : Gabriel Fauré (1845-1924) 8. 1925 : Alfred Bruneau (1857-1934) 9. 1934 : Paul Dukas (1865-1935) 10. 1936 : Florent Schmitt (1870-1958) 11. 1959 : Emmanuel Bondeville (1898-1987) 12. 1989 : Serge Nigg (1924-2008) 13. 2013 : Gilbert Amy (1936) |

| 1. 1815 : Luigi Cherubini (1760-1842) 2. 1842 : George Onslow (1784-1853) 3. 1853 : Napoléon Henri Reber (1807-1880) 4. 1881 : Camille Saint-Saëns (1835-1921) 5. 1922 : Georges Hüe (1858-1948) 6. 1949 : Guy Ropartz (1864-1955) 7. 1956 : Jacques Ibert (1890-1962) 8. 1962 : Georges Auric (1899-1983) 9. 1983 : Iannis Xenakis (1921-2001) 10. 2002 : François-Bernard Mâche (1935) |

| 1. 1815 : Jean-François Lesueur (1760-1834) 2. 1837 : Michele Carafa (1787-1872) 3. 1873 : François Bazin (1816-1878) 4. 1878 : Jules Massenet (1842-1912) 5. 1912 : Gustave Charpentier (1860-1956) 6. 1956 : Louis Aubert (1877-1968) 7. 1969 : Tony Aubin (1907-1981) 8. 1982 : Jean-Yves Daniel-Lesur (1908-2002) 9. 2005 : Édith Canat de Chizy (1950) |

| 1. 1967 : Olivier Messiaen (1908-1992) 2. 1992 : Marius Constant (1925-2004) 3. 2005 : Charles Chaynes (1925-2016) 4. 2017 : Régis Campo (1968) |

| 1. 1999 : Charles Trenet (1913-2001) 2. 2001 : Jacques Taddei (1946-2012) 3. 2013 : Thierry Escaich (1965) |

## Section VI: Membres libres
| 1. 1816 : Vincent-Marie Viénot (1756-1845) 2. 1845 : Alphonse de Cailleux (1787-1876) 3. 1876 : Émile Perrin (1815-1885) 4. 1885 : Alphonse de Rothschild (1827-1905) 5. 1905 : Paul Richer (1849-1933) 6. 1934 : David David-Weill (1871-1952) 7. 1953 : Albert Sarraut (1872-1962) 8. 1964 : Robert Rey (1888-1964) 9. 1965 : André Arbus (1903-1969) 10. 1970 : Pierre David-Weill (1900-1975) 11. 1975 : Germain Bazin (1901-1990) 12. 1991 : Marcel Marceau (1923-2007) 13. 2008 : William Christie (1944) |

| 1. 1816 : Pierre Blacas d’Aulps (1771-1839) 2. 1839 : Aristide Dumont (1790-1853) 3. 1853 : Émilien de Nieuwerkerke (1811-1892) 4. 1892 : Émile Michel (1828-1909) 5. 1909 : Jules Comte (1816-1912) 6. 1913 : Henry Lemonnier (1842-1936) 7. 1937 : Maurice de Rothschild (1881-1957) |

| 1. 1816 : Joseph Hyacinthe François-de-Paule de Rigaud (1740-1817) 2. 1817 : Armand Emmanuel du Plessis de Richelieu (1766-1822) 3. 1822 : Jacques Alexandre Law de Lauriston (1768-1828) 4. 1828 : Joseph-Balthazar Siméon (1781-1846) 5. 1846 : Tanneguy Duchâtel (1803-1867) 6. 1868 : Henri Delaborde (1811-1899) 7. 1874 : Jacques Étienne de Cardaillac (1818-1879) 8. 1880 : Henri d'Orléans (1822-1897) 9. 1897 : Auguste Louis Albéric d'Arenberg (1837-1924) 10. 1924 : Jacques Rouché (1862-1957) 11. 1958 : Raymond Subes (1891-1970) 12. 1971 : Daniel Wildenstein (1917-2001) 13. 2002 : Hugues Gall (1940-2024) 14. 2024 : Vacant |

| 1. 1816 : Jules Jean-Baptiste François de Chardebœuf, comte de Pradel (1779-1857) 2. 1857 : Achille Fould (1800-1867) 3. 1867 : Georges Eugène Haussmann (1809-1891) 4. 1891 : Adolphe Alphand (1817-1891) 5. 1892 : Georges Lafenestre (1837-1919) 6. 1919 : Édouard de Castelnau (1851-1944) 7. 1945 : Paul-André Lemoisne (1875-1964) 8. 1965 : Paul-Louis Weiller (1893-1993) 9. 1994 : Maurice Béjart (1927-2007) 10. 2017 : Muriel Mayette-Holtz (1964) |

| 1. 1816 : Antoine-Laurent Castellan (1772-1838) 2. 1838 : Charles Othon Frédéric Jean Baptiste de Clarac (1777-1847) 3. 1847 : Baron Taylor (1789-1879) 4. 1879 : Jean de Falaise (1820-1899) 5. 1899 : Henry Roujon (1853-1914) 6. 1903 : Georges Berger (1834-1910) 7. 1910 : Théophile Homolle (1848-1925) 8. 1925 : Étienne Moreau-Nélaton (1859-1927) 9. 1927 : Louis Hourticq (1875-1944) 10. 1945 : François Labrousse (1878-1951) 11. 1952 : Julien Cain (1887-1975) 12. 1975 : Bernard Gavoty (1908-1981) 13. 1982 : Michel David-Weill (1932-2022) 14. 2024 : Guy Savoy (1953) |

| 1. 1816 : Lancelot Théodore Turpin de Crissé (1782-1859) 2. 1859 : Jean-Georges Kastner (1810-1867) 3. 1868 : Alexandre Florian Joseph Colonna (1810-1868) 4. 1868 : Charles Blanc (1813-1882) 5. 1882 : Edmond Du Sommerard (1817-1885) 6. 1885 : Léon Heuzey (1831-1922) 7. 1922 : Paul Léon (1874-1962) 8. 1963 : Georges Wildenstein (1892-1963) 9. 1965 : René Dumesnil (1889-1967) 10. 1968 : Gérald Van der Kemp (1912-2001) 11. 2005 : Marc Ladreit de Lacharrière (1940) |

| 1. 1816 : Marie-Gabriel-Florent-Auguste de Choiseul-Gouffier (1752-1817) 2. 1817 : Gaspard de Chabrol (1773-1843) 3. 1843 : Claude-Philibert Barthelot de Rambuteau (1781-1869) 4. 1869 : Albert Lenoir (1801-1891) 5. 1891 : Georges Duplessis (1834-1899) 6. 1899 : Jules Guiffrey (1840-1918) 7. 1919 : Maurice Fenaille (1855-1937) 8. 1938 : Gabriel Cognacq (1880-1951) 9. 1952 : Louis Hautecœur (1884-1973) 10. 1975 : Pierre Dehaye (1921-2008) 11. 2017 : Adrien Goetz (1966) |

| 1. 1816 : Étienne-Pierre-Adrien Gois (1731-1823) 2. 1823 : Amédée de Pastoret (1791-1857) 3. 1857 : Prince Napoléon Bonaparte (1822-1891) 4. 1891 : Gustave Larroumet (1852-1903) 5. 1898 : Henri Delaborde (1811-1899) 6. 1899 : Philippe Gille (1830-1901) 7. 1901 : Édouard Aynard (1837-1913) 8. 1913 : Louis de Fourcaud (1851-1914) 9. 1918 : André Michel (1853-1925) 10. 1926 : Adolphe Boschot (1871-1955) 11. 1937 : Henri Verne (1880-1949) 12. 1949 : Jean Bourguignon (1876-1953) 13. 1954 : Charles Kunstler (1887-1977) 14. 1978 : Pierre Dux (1908-1990) 15. 1992 : Pierre Cardin (1922-2020) 16. 2023 : Christophe Leribault (1963) |

| 1. 1816 : Louis Nicolas Philippe Auguste de Forbin (1777-1841) 2. 1841 : Frédéric Christophe d'Houdetot (1778-1859) 3. 1859 : Frédéric Bourgeois de Mercey (1805-1860) 4. 1860 : Jules Pelletier (1823-1875) 5. 1875 : François-Anatole Gruyer (1825-1909) 6. 1910 : Justin Germain Casimir de Selves (1848-1934) 7. 1935 : René Baschet (1860-1949) 8. 1950 : Arnauld Doria (1890-1977) 9. 1979 : Marcel Carné (1906-1996) |

| 1. 1816 : Alexandre de La Motte-Baracé, vicomte de Senonnes (1781-1840) 2. 1840 : Camille de Montalivet (1801-1880) 3. 1880 : Henry Barbet de Jouy (1812-1896) 4. 1896 : Édouard Corroyer (1835-1904) 5. 1904 : Henri Bouchot (1849-1906) 6. 1916 : Edmond de Rothschild (1845-1934) 7. 1935 : Lucien Lacaze (1860-1955) 8. 1955 : Jacques Jaujard (1895-1967) 9. 1968 : Gaston Palewski (1901-1984) 10. 1985 : Louis Pauwels (1920-1997) 11. 1997 : Henri Loyrette (1952) |

| 1. 1947 : Louis Réau (1881-1961) 2. 1962 : André Cornu (1892-1980) 3. 1981 : Michel Faré (1913-1985) 4. 1986 : André Bettencourt (1919-2007) 5. 2010 : Patrick de Carolis (1953) |

| 1. 1947 : François Debat (1882-1956) |

| 1. 2000 : François-Bernard Michel (1936) |

## Section VII: Créations artistiques dans le cinéma et l’audiovisuel
| 1. 1975 : Henri Sauguet (1901-1989) 2. 1990 : Jean Prodromidès (1927-2016) |

| 1. 1979 : Marcel Carné (1906-1996) 2. 1998 : Roman Polanski (1933) |

| 1. 1986 : René Clément (1913-1996) 2. 1998 : Gérard Oury (1919-2006) 3. 2007 : Jean-Jacques Annaud (1943) |

| 1. 1988 : Pierre Schoendoerffer (1928-2012) 2. 2018 : Coline Serreau (1947) |

| 1. 1988 : Claude Autant-Lara (1901-2000) 2. 2002 : Francis Girod (1948-2006) 3. 2016 : Jacques Perrin (1941-2022) 4. 2024 : Marjane Satrapi (1969) |

| 1. 1999 : Henri Verneuil (1920-2002) 2. 2007 : Régis Wargnier (1947) |

| 1. 2000 : Jeanne Moreau (1928-2017) 2. 2019 : Frédéric Mitterrand (1947-2024) 3. 2024 : Vacant |

## Section VIII: Photographie
| 1. 2006 : Lucien Clergue (1934-2014) 2. 2016 : Sebastião Salgado (1944-2025) 3. 2025 : Vacant |

| 1. 2006 : Yann Arthus-Bertrand (1946) |

| 1. 2016 : Bruno Barbey (1941-2020) 2. 2021 : Dominique Issermann (1947) |

| 1. 2016 : Jean Gaumy (1948) |

| 1. 2023 : Françoise Huguier (1942) |

| 1. 2024 : Valérie Belin (1964) |

## Section IX: Chorégraphie
| 1. 2019 : Thierry Malandain (1959) |

| 1. 2019 : Blanca Li (1964) |

| 1. 2019 : Angelin Preljocaj (1957) |

| 1. 2020 : Carolyn Carlson (1943) |

## Section: Associés étrangers
| 1. 1802 : Antonio Canova (1757-1822) 2. 1823 : José Alvarez (1768-1827) 3. 1832 : Christian Rauch (1777-1857) 4. 1858 : Ernst Rietschel (1804-1861) 5. 1862 : Heinrich de Hess (1798-1863) 6. 1863 : Wilhelm Kaulbach (1805-1874) 7. 1874 : Jan Matejko (1838-1893) 8. 1893 : Richard Hunt (1828-1895) 9. 1895 : Adolph Menzel (1815-1905) 10. 1905 : John Sargent (1856-1925) 11. 1926 : Arthur Brown (1874-1957) 12. 1963 : Gustave VI, Roi de Suède (1882-1973) 13. 1974 : Dimitri Chostakovitch (1906-1975) 14. 1976 : Benjamin Britten (1913-1976) 15. 1979 : Witold Lutoslawski (1913-1994) 16. 1994 : Antoni Tàpies (1923-2012) 17. 2012 : Antonio López Garcia (1936) |

| 1. 1803 : Andrea Appiani (1754-1817) 2. 1820 : Vincenzo Camuccini (1771-1844) 3. 1844 : Johann Overbeck (1789-1869) 4. 1870 : Louis Gallait (1810-1887) 5. 1888 : Marcus Antokolski (1843-1902) 6. 1902 : Josef Israels (1824-1911) 7. 1911 : Joaquin Sorolla y Bastida (1863-1923) 8. 1924 : Alphonse XIII, Roi d'Espagne (1886-1941) 9. 1948 : Bernard Montgomery of Alamein (1887-1976) 10. 1978 : Lila Bell Acheson Wallace (1889-1984) 11. 1986 : Philippe Robert-Jones (1924-2016) 12. 2022 : Kaija Saariaho (1952-2023) 13. 2023 : Vacant |

| 1. 1803 : Raffaele Morghen (1758-1833) 2. 1834 : Jacob Beer, dit Meyerbeer (1791-1864) 3. 1864 : Giuseppe Verdi (1813-1901) 4. 1901 : Adolpho Venturi (1856-1941) 5. 1949 : Mohamed Mahmoud Bey Khalil (1877-1953) 6. 1956 : Jaime Torres-Bodet (1902-1974) 7. 1976 : Paul Delvaux (1897-1994) 8. 1998 : György Ligeti (1923-2006) 9. 2007 : S.A. Cheikha Mozah (1959) |

| 1. 1803 : Pietro Guglielmi (1728-1804) 2. 1805 : Antonio Salieri (1750-1825) 3. 1830 : Luigi Cambray-Digny (1779-1843) 4. 1843 : Luigi Canina (1795-1856) 5. 1856 : Saverio Mercadante (1795-1870) 6. 1873 : François Gevaert (1828-1908) 7. 1909 : Whitney Warren (1864-1943) 8. 1945 : Welles Bosworth (1869-1966) 9. 1967 : Gabriel Ollivier (1908-1981) 10. 1983 : Ieoh Ming Pei (1917-2019) 11. 2022 : Annie Leibovitz (1949) |

| 1. 1801 : Joseph Haydn (1732-1809) 2. 1809 : Giovanni Paisiello (1741-1815) 3. 1823 : Gioacchino Rossini (1792-1868) 4. 1869 : Giovanni Dupré (1817-1882) 5. 1882 : John Millais (1829-1896) 6. 1896 : Vaclav Brozik (1851-1901) 7. 1901 : William Orchardson (1837-1910) 8. 1910 : Arrigo Boïto (1842-1918) 9. 1919 : Corrado Ricci (1858-1934) 10. 1935 : Enrico San Martino Valperga (1863-1947) 11. 1952 : Arthur Honegger (1892-1955) 12. 1956 : Oscar Esplá y Triay (1889-1976) 13. 1976 : Andrew Wyeth (1917-2009) 14. 2012 : Ousmane Sow (1935-2016) 15. 2022 : Giuseppe Penone (1947) |

| 1. 1802 : Ottone Calderari (1730-1803) 2. 1805 : Giuseppe Marvuglia (1729-1814) 3. 1820 : Giovanni Antolini (1754-1841) 4. 1841 : Charles Cockerel (1789-1863) 5. 1863 : Thomas Donaldson (1795-1885) 6. 1885 : Pietro Rosa (1810-1891) 7. 1891 : Giuseppe Fiorelli (1823-1896) 8. 1896 : Johannes Brahms (1833-1897) 9. 1897 : Albrecht de Vriendt (1840-1900) 10. 1900 : Giulio Monteverde (1837-1917) 11. 1919 : Adolpho Apolloni (1855-1923) 12. 1926 : Ignace Paderewski (1860-1941) 13. 1947 : Edouard Sandoz (1881-1971) 14. 1971 : Arthur Rubinstein (1887-1982) 15. 1985 : Richard Nixon (1913-1994) 16. 1995 : Federico Zeri (1921-1998) 17. 2001 : Léonard Gianadda (1935-2023) 18. 2023 : Vacant |

| 1. 1803 : Johann Sergel (1740-1814) 2. 1823 : Giuseppe Longhi (1766-1831) 3. 1832 : Paolo Toschi (1788-1854) 4. 1854 : Jacob Felsing (1802-1883) 5. 1883 : Paolo Mercuri (1804-1884) 6. 1884 : Frédéric Leighton (1830-1896) 7. 1896 : Hubert Herkomer (1849-1914) 8. 1918 : James Shannon (1862-1923) 9. 1924 : John Davison Rockefeller (1874-1960) 10. 1964 : S.M. Elisabeth de Belgique (1876-1965) 11. 1967 : Vittorio Cini (1885-1977) 12. 1979 : Federico Fellini (1920-1993) 13. 1994 : Andrzej Wajda (1926-2016) 14. 2019 : Georg Baselitz (1938) |

| 1. 1823 : Alberto Thorvaldsen (1770-1844) 2. 1844 : Pietro Tenerari (1789-1869) 3. 1870 : Henri Drake (1805-1882) 4. 1882 : Vincenzo Vela (1820-1891) 5. 1891 : Laurence Alma Tadema (1836-1912) 6. 1913 : Carl Jacobsen (1842-1914) 7. 1918 : Franck Brangwyn (1867-1956) 8. 1958 : Mariano Andreu (1888-1976) 9. 1978 : Salvador Dali (1904-1989) 10. 1990 : Yosoji Kobayashi (1913-1999) 11. 2001 : Eduardo Chillida (1924-2002) 12. 2004 : William Chattaway (1927-2019) 13. 2019 : Vacant |

| 1. 1823 : Nicolo Zingarelli (1752-1837) 2. 1838 : Peter de Cornélius (1783-1867) 3. 1867 : Julius Schnorr de Carosfeld (1794-1872) 4. 1873 : Federico Madrazo y Kunt (1815-1894) 5. 1894 : Francisco de Gallego Pradilla y Ortiz (1848-1921) 6. 1923 : Mariano Benlliure y Gil (1862-1947) 7. 1952 : Paul Van Zeeland (1893-1973) 8. 1976 : René Grog (1896-1981) 9. 1983 : Orson Welles (1915-1985) 10. 1987 : Peter Ustinov (1921-2004) 11. 2004 : Woody Allen (1935) |

| 1. 1972 : Henry Moore (1898-1986) 2. 1987 : Mstislav Rostropovitch (1927-2007) 3. 2007 : Norman Foster (1935) |

| 1. 1973 : Pier Luigi Nervi (1891-1979) 2. 1981 : François Daulte (1924-1998) 3. 2001 : Leonardo Cremonini (1925-2010) 4. 2018 : Jiří Kylián (1947) |

| 1. 1973 : Chaim Lipchitz (1891-1973) 2. 1974 : Giorgio de Chirico (1888-1978) 3. 1981 : Roger Avermaete (1893-1988) 4. 1990 : Ilias Lalaounis (1920-2013) 5. 2021 : William Kentridge (1955) |

| 1. 1973 : Kenneth Clark of Saltwood (1903-1983) 2. 1986 : Yehudi Menuhin (1916-1999) 3. 2001 : Seiji Ozawa (1935-2024) 4. 2024 : Vacant |

| 1. 1973 : S.M.I. Farah Pahlavi (1938) |

| 1. 2004 : Seiichiro Ujiie (1926-2011) 2. 2012 : Philippe de Montebello (1936) |

## Source
Membres de l'académie des beaux-arts